# Microligia oriotes
Microligia oriotes är en fjärilsart som beskrevs av Louis Beethoven Prout 1932. Microligia oriotes ingår i släktet Microligia och familjen mätare. Inga underarter finns listade i Catalogue of Life.